# Li gui

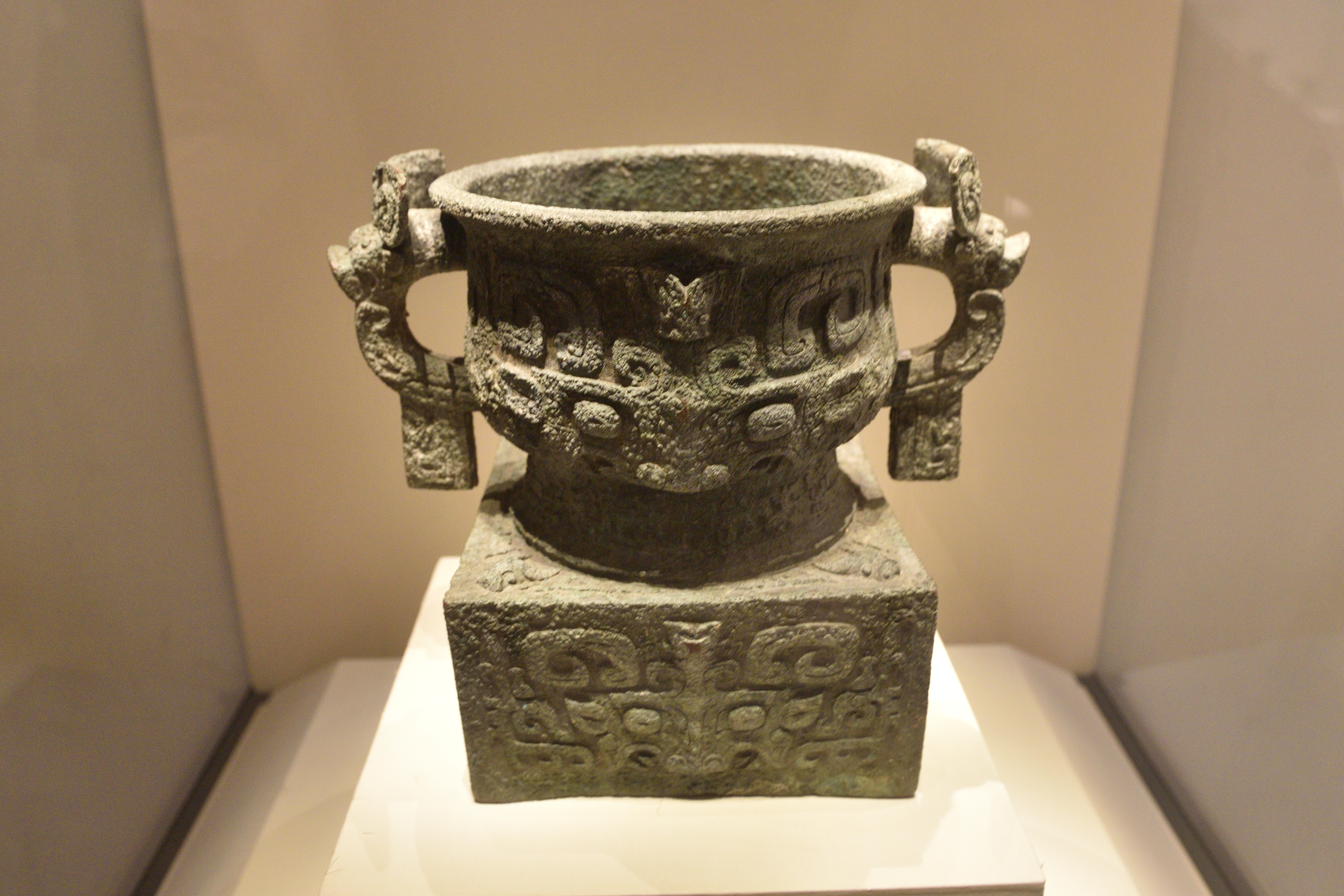
Li gui w Muzeum Narodowym w Pekinie

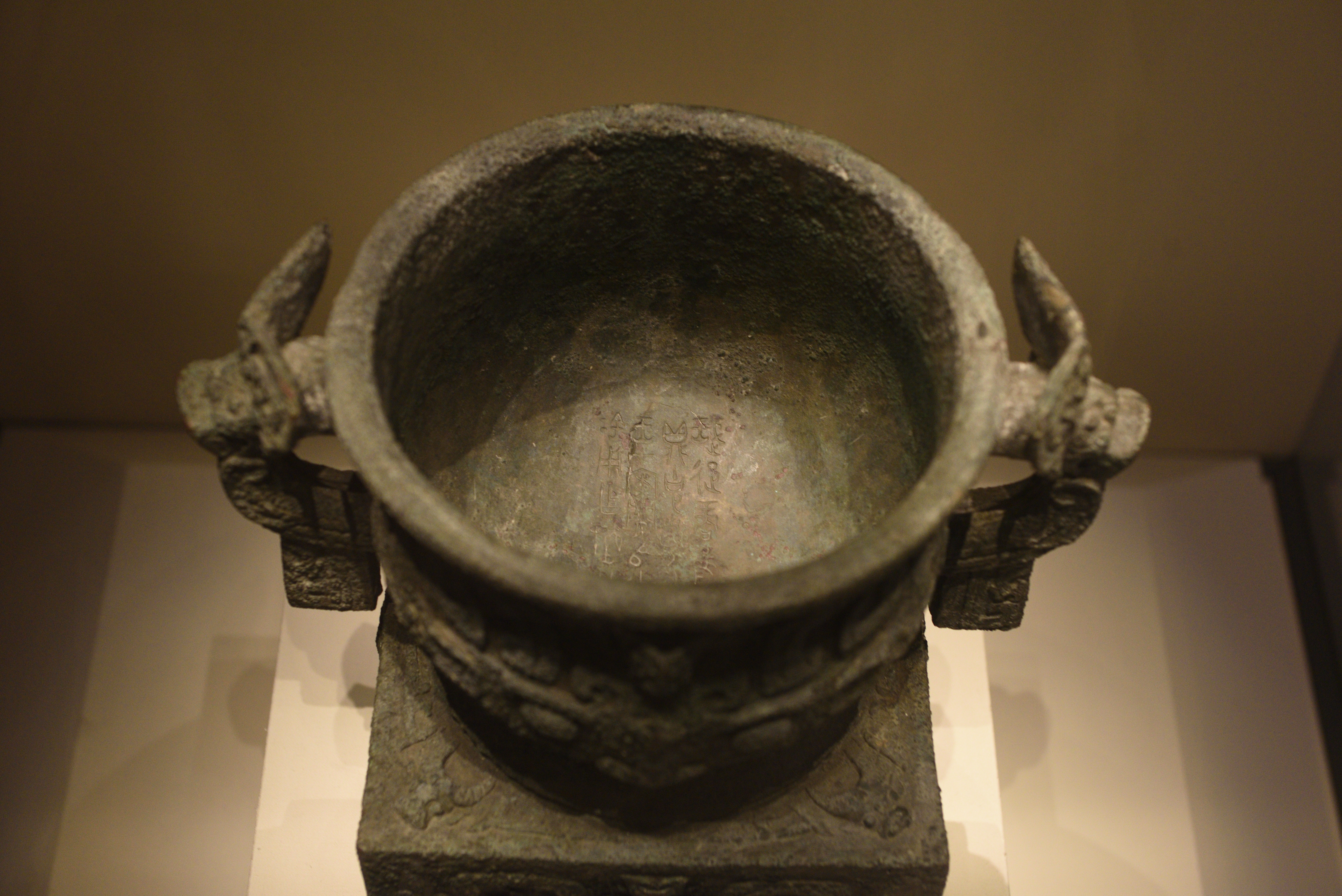
Wnętrze naczynia z widoczną inskrypcją

Li gui, Gui [pana] Li (chiń. 利簋; pinyin Lì guǐ) – starożytne chińskie naczynie rytualne typu gui odlane w czasach wczesnej dynastii Zhou i upamiętniające nagrodę dla urzędnika nazwiskiem Li, ofiarowaną mu przez króla Wu z dynastii Zhou siedem dni po jego zwycięstwie nad królem Di Xinem z dynastii Shang.
Jest najwcześniejszym znanym naczyniem brązowym z czasów dynastii Zhou, najwcześniejszym dokumentem królewskiego podarunku z metalu, jednym z dwóch tylko naczyń z okresu panowania króla Wu z dynastii Zhou i jedynym znanym zapisem daty bitwy pod Muye, w której Zhou pobili wojska Shang (1045 p.n.e.), współczesnym tym wydarzeniom. Z powyższych powodów to gui stanowi niezwykle ważny dokument dla datowania dynastii Shang i Zhou. Według Li Fenga napis na naczyniu jest najważniejszą pojedynczą inskrypcję dotyczącą podboju Shang przez Zhou. Fundator naczynia, Li, urzędnik lub oficer, prawdopodobnie mógł uczestniczyć w tej bitwie, ale nic więcej o nim nie wiadomo, bo nie pojawia się on w innych inskrypcjach.
Ważące 7,95 kg naczynie ma postać okrągłej misy o średnicy 22 cm na prostokątnym cokole; całość jest wysoka na 28 cm. Z dwóch stron posiada uchwyty w kształcie ptaków, ozdobione jest mocno wypukłym reliefem tworzącym maskę taotie; zdobnictwo zbliżone jest do wcześniejszych rytualnych naczyń shangowskich, główną różnicą jest podstawa. Naczynia tego typu, z wazą i cokołem odlanym w całości są typowe dla epoki Zhou. Odnalezione w 1976 roku w powiecie Lintong (臨潼), prowincja Shaanxi, w schowku zawierającym pięć naczyń, w tym dwa inne, będące darem królów Zhou i Chen dla ich małżonek. Początkowo znajdowało się w lokalnym muzeum w Lintong, a następnie zostało przeniesione do Chińskiego Muzeum Narodowego w Pekinie. W 2002 roku zostało wpisane na listę zabytków objętych zakazem wywozu z Chin.

## Napis

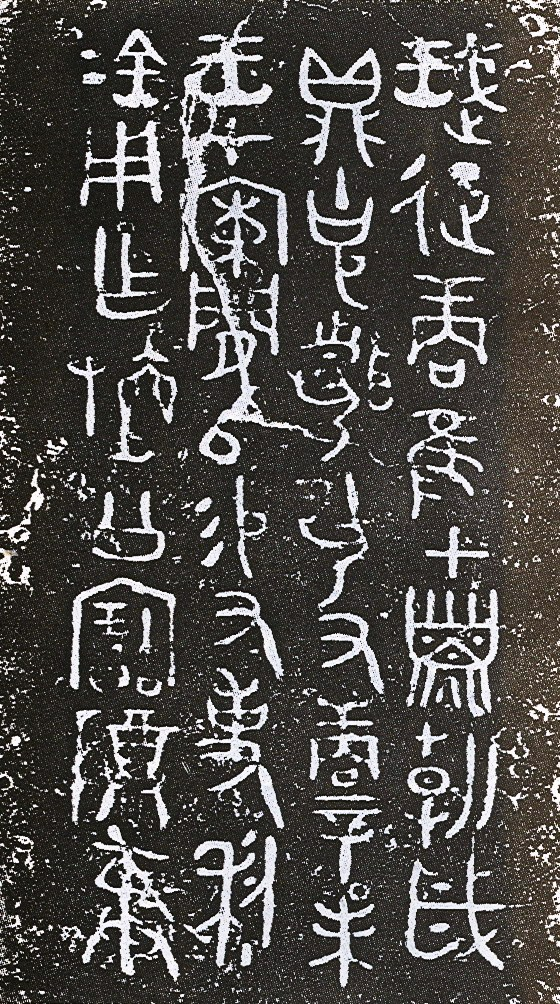
Napis na naczyniu

Inskrypcja na gui składa się z 32 znaków pisma głoszących zwycięstwo króla Wu nad Shang.
Napis jest w pełni czytelny i rozpoczyna się od daty - odnosząc się do nadzwyczaj ważnego wydarzenia jakim była bitwa pod Muye. Pierwszy wers mówi, że król Wu uderzył na Shangów o poranku dnia jiazi (dnia pierwszego). Następnych siedem znaków jest trudnych do przetłumaczenia; kolejny fragment podaje następną datę: dnia xinwen (ósmego) król znajdował się w obozie Jian i obdarował urzędnika Li metalem. Ten zaś wykonał to naczynie ku czci diuka Zhan (diuk Zhan był najprawdopodobniej ważnym przodkiem Li, który go w ten sposób uczcił).
Data bitwy (dnia pierwszego, jiazi) pokrywa się z innymi tekstami, w szczególności z przekazaną w Księdze Dokumentów Mowie [przed bitwą] pod Muye czy w rozdziale Shifu księgi Yi Zhou Shu.
Problematyczna część inskrypcji jest bardzo różnie tłumaczona przez różnych autorów, zarówno jeśli chodzi o znaczenia pojedynczych znaków, jak i całego fragmentu. Przykładowo, różnice odnoszą się do tego, czy król Wu złożył ofiary i wróżby wykazały, że odniesie zwycięstwo nad Shangami, czy też wróżby na ten rok wskazywały na zwycięstwo; czy też że złożył ofiary Jowiszowi i odniósł zwycięstwo, czy wreszcie, że Jowisz był tej nocy wysoko, co pomogło Zhou odnieść zwycięstwo. Jednym z najbardziej kłopotliwych znaków jest występujący w dole napisu znak sui (歲), który może oznaczać ofiarę, planetę Jowisz lub rok (okres, w którym Jowisz jest widoczny na niebie odpowiada dość dokładnie jednemu rokowi). E. Shaughnessy, powołując się na fakt, że sui we wczesnych tekstach (na kościach wróżebnych) oznaczało z reguły „ofiarę”, a pozostałe znaczenia stają się powszechne później, 150-200 lat po bitwie pod Muye, sugeruje, że fragment ten należy rozumieć tak, że król Wu złożył ofiarę, zawiadamiając (przodków) o odniesionym zwycięstwie.